# Terechy (Ukraina)
Terechy (ukr. Тере́хи) – wieś na Ukrainie w rejonie kowelskim, w obwodzie wołyńskim. W II Rzeczypospolitej miejscowość wchodziła w skład gminy wiejskiej Bereźce w powiecie lubomelskim województwa wołyńskiego.
Do 2020 w rejonie lubomelskim.